# Télécabine de Planpraz
 (août 2017).
Si vous disposez d'ouvrages ou d'articles de référence ou si vous connaissez des sites web de qualité traitant du thème abordé ici, merci de compléter l'article en donnant les références utiles à sa vérifiabilité et en les liant à la section « Notes et références ».
La télécabine de Planpraz est une télécabine située à Chamonix-Mont-Blanc qui permet de relier la ville de Chamonix au plateau de Planpraz. Il s'agit du premier tronçon des deux remontées pour monter au sommet du Brévent, elle permet d’accéder à la gare aval du téléphérique du Brévent.

## Historique
Au début du XXe siècle, il est envisagé de construire un moyen de transport permettant d'atteindre le sommet du Brévent depuis Chamonix avec une intermédiaire au plateau de Planpraz. Un premier tronçon de téléphérique est ainsi inauguré en 1928 et permet de relier Chamonix au Planpraz en 15 minutes. Le deuxième tronçon atteignant le Brévent est ouvert quant à lui en 1930.
En 1979, le téléphérique est remplacé par une télécabine débrayable 6 places construite par Montaz Mautino. Cette télécabine réutilise cependant les pylônes en béton de l'ancien téléphérique.
Cette remontée est finalement remplacée elle aussi en 2008 par une télécabine plus performante, l'actuel télécabine de Planpraz. L'ancienne télécabine est démontée et les pylônes de l'ancien téléphérique sont détruits. La capacité est augmentée grâce aux cabines disposant cette fois-ci de 8 places et la remontée s'intègre mieux dans le paysage.